# Euhesma symmetra
Euhesma symmetra là một loài Hymenoptera trong họ Colletidae. Loài này được Exley mô tả khoa học năm 1998.